# Welcome to My Life
"Welcome to My Life" är den första singeln från Simple Plans andra album, Still Not Getting Any....
Låtens mening uttrycker tonårsvrede om livet, som är på väg att bli frustration, att ingen kan förstå hur hemskt det är för dem. I musikvideon syns en trafikstockning av bilar med stressade eller nervösa familjer, och hur familjernas stress och nervositet påverkar barnen.
En akustisk version finns också tillgänglig.

## Listpositioner
"Welcome to My Life" hamnade som högst på plats 40 på Billboard Hot 100. Det blev deras största hit över världen, den nådde första platsen i Spanien, likaså i deras hemland, Kanada.